# Draba streptobrachia
Draba streptobrachia är en korsblommig växtart som beskrevs av Robert A. Price. Draba streptobrachia ingår i släktet drabor, och familjen korsblommiga växter. Inga underarter finns listade i Catalogue of Life.